# 폴리페놀 산화효소

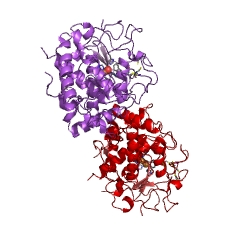

폴리페놀 산화효소(영어: polyphenol oxidase, phenolase 또는 카테콜 산화효소(영어: catechol oxidase)는 산화 환원 효소의 일종이다.
채소와 과일의 갈변의 원인이다

## 관련 효소
- 락카아제
- 티노시나아제